# Confederación de Cooperativas de Euskadi
La Confederación de Cooperativas de Euskadi (KONFEKOOP) es una organización empresarial española fundada en 1996 que representa a empresarios vascos de empresas de economía social e integra a empresas públicas y privadas del sector.
Está conformada por distintas federaciones, uniones y asociaciones de empresarios de economía social, entre ellas la más conocida es la Corporación Mondragón. Forma la máxima representación de la patronal vasca junto a la Confederación Empresarial Vasca, ConfeBask.

## Historia
KONFEKOOP fue fundada en 1996 por distintas federaciones, uniones y asociaciones de empresarios de economía social y hoy en día es la organización que representa a las empresas de economía social del País Vasco y su representación institucional.

### El tejido empresarial vasco
A diferencia de en otros lugares el tejido empresarial vasco se caracteriza por ser cooperativo, por lo que la mayor parte de empresas vascas tienen forma jurídica de cooperativa y están integradas en KONFEKOOP, por lo que la representación del tejido empresarial vasco (patronal) lo forman:
- la Confederación de Cooperativas de Euskadi
- la Confederación Empresarial Vasca, ConfeBask

Entre las empresas que conforman KONFEKOOP se encuentran desde entidades bancarias, a empresas de crédito, laborales, trabajo asociado y demás. La mayor es la Corporación Mondragón.

### La amenaza de ETA
Durante años el colectivo empresarial vasco ha sido uno de los que más han sufrido la violencia terrorista de ETA con numerosos empresarios asesinados o secuestrados y la pervivencia de la extorsión y la amenaza del llamado impuesto revolucionario. 
Ello afectó a KONFEKOOP y antes del año 1996 a las demás federaciones y uniones de empresas vascas de economía social.